# Метрополітен Маракайбо
Метрополітен Маракайбо (ісп. Metro de Maracaibo) — лінія метрополітену в Маракайбо, Венесуела.
В місті 4 наземні та 2 естакадні станції. Використовуються потяги Сіменс що живляться від повітряної контактної мережі.

## Історія
Будівництво почалося в 2003 році, початкова ділянка відкрита в 2006 році складалася лише з 2 станцій та 1,2 км. Ще по одній станції відкрилося в 2007 та 2008 роках, повністю лінія запрацювала 27 серпня 2009 року. Після цього планувалося побудувати ще де кілька підземних станцій, але через проблеми в економіці Венесуели коли це станеться — невідомо.

## Режим роботи
Працює з 6:00 до 19:00. Інтервал руху в годину пік 5 хвилин, міжпіковий до 8 хвилин.

## Галерея

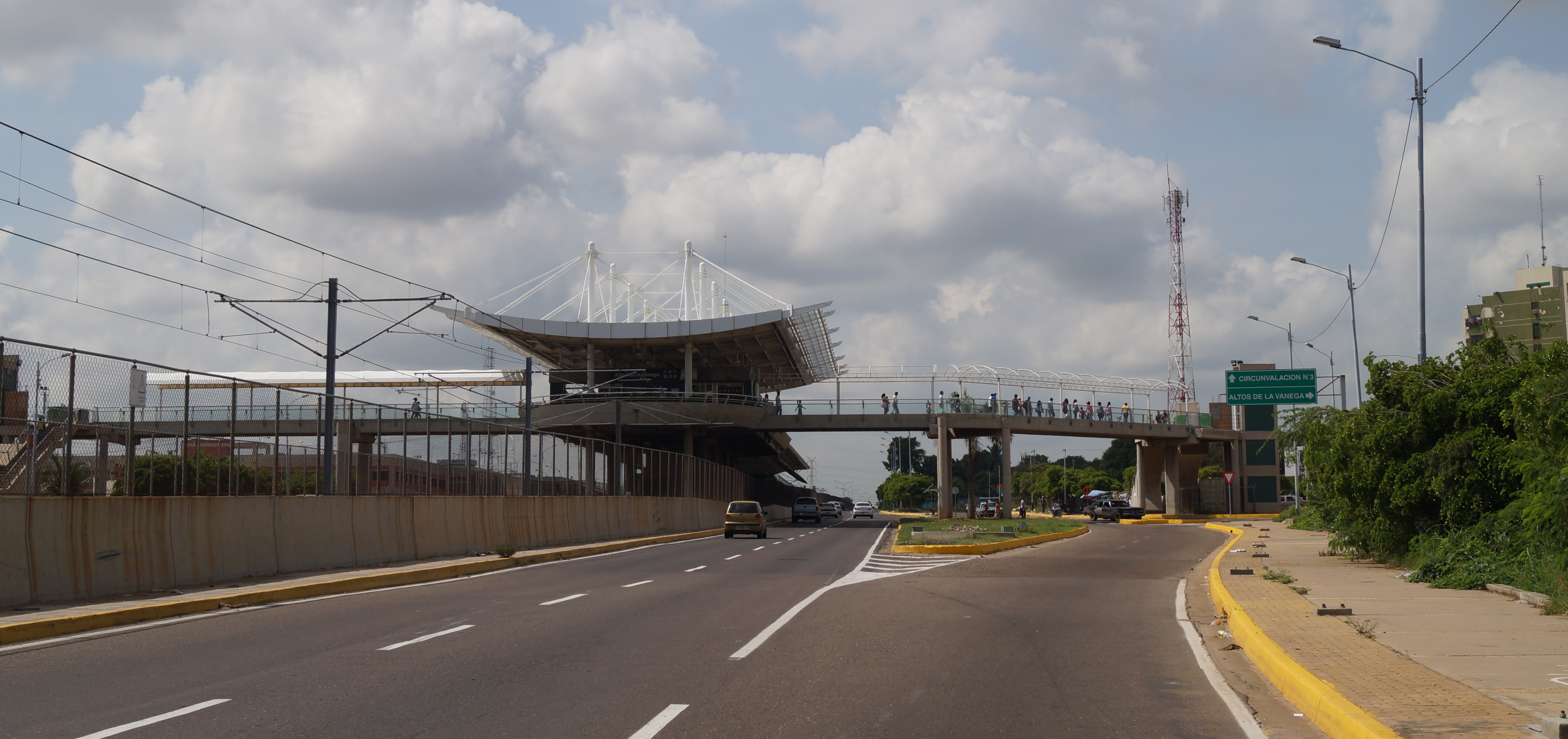
Станція Altos de La Vanega
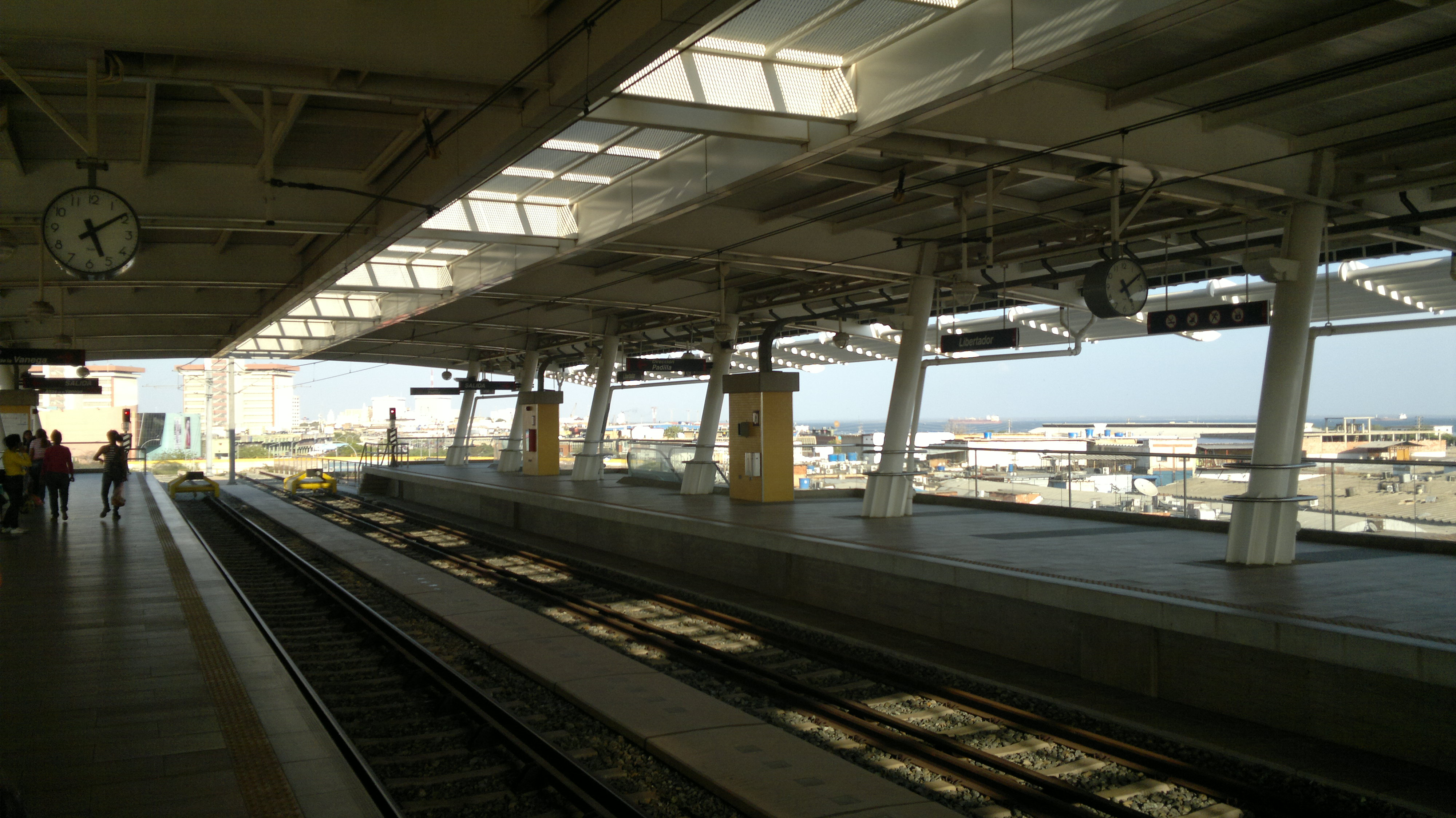
Станція Libertador
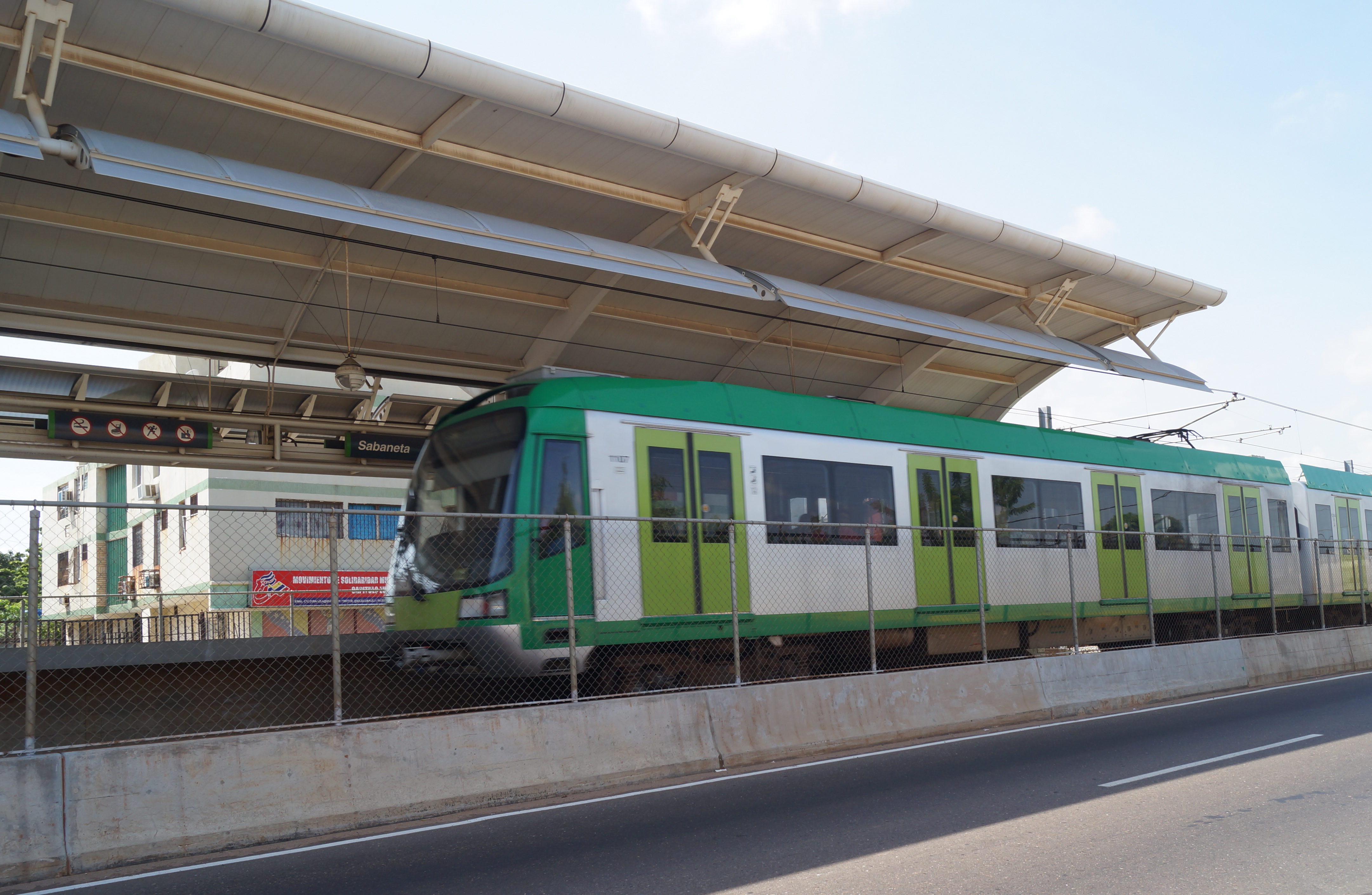
Потяг на наземній станції